# Nuoto ai XVIII Giochi del Mediterraneo - 200 metri stile libero maschili
La gara dei 200 metri stile libero maschili dei XVIII Giochi del Mediterraneo si è svolta il 23 giugno 2018. Al mattino si sono svolte le batterie, mentre la finale si è disputata nel pomeriggio.

## Podio
| Pos. | Atleta              | Nazione |
| ---- | ------------------- | ------- |
|      | Velimir Stjepanović | Serbia  |
|      | Filippo Megli       | Italia  |
|      | Marwan Elkamash     | Egitto  |

## Record
Prima della manifestazione il record del mondo (RM) e il record dei Giochi del Mediterraneo (RG) erano i seguenti.
|  | 1'42"00 | Paul Biedermann  | 28 luglio 2009 Roma    |
|  | 1'46"44 | Oussama Mellouli | 30 giugno 2009 Pescara |

Durante la competizione non sono stati migliorati record.

## Risultati

### Batterie
| Pos. | Batteria | Corsia | Atleta                     | Nazionalità          | Tempo       | Note        |
| ---- | -------- | ------ | -------------------------- | -------------------- | ----------- | ----------- |
| 1    | 2        | 4      | Filippo Megli              | Italia               | 1'49"38     | Q           |
| 2    | 2        | 5      | Mohamed Agili              | Tunisia              | 1'49"67     | Q           |
| 3    | 3        | 4      | Velimir Stjepanović        | Serbia               | 1'49"91     | Q           |
| 4    | 1        | 4      | Marwan Elkamash            | Egitto               | 1'49"93     | Q           |
| 5    | 1        | 3      | Miguel Nascimento          | Portogallo           | 1'50"11     | Q           |
| 6    | 1        | 5      | Stefano Di Cola            | Italia               | 1'50"40     | Q           |
| 7    | 3        | 5      | Jonathan Atsu              | Francia              | 1'50"69     | Q           |
| 8    | 3        | 2      | Erge Can Gezmiş            | Turchia              | 1'50"73     | Q           |
| 9    | 2        | 3      | Marc Sánchez               | Spagna               | 1'50"81     |             |
| 10   | 1        | 2      | Dimitrios Negris           | Grecia               | 1'50"89     |             |
| 11   | 3        | 3      | Dimitrios Dimitriou        | Grecia               | 1'50"91     |             |
| 12   | 1        | 6      | Aleksa Bobar               | Serbia               | 1'51"24     |             |
| 13   | 3        | 6      | Martin Bau                 | Slovenia             | 1'51"28     |             |
| 14   | 2        | 2      | Doğa Çelik                 | Turchia              | 1'52"26     |             |
| 15   | 2        | 6      | Miguel Durán               | Spagna               | 1'52"67     |             |
| 16   | 2        | 1      | João Vital                 | Portogallo           | 1'54"56     |             |
| 17   | 1        | 7      | Marko Kovačić              | Bosnia ed Erzegovina | 1'54"80     |             |
| 18   | 3        | 7      | Omar Eltonbary             | Egitto               | 1'55"59     |             |
| 19   | 3        | 1      | Sebastian Konnaris         | Cipro                | 1'56"67     |             |
| 20   | 2        | 7      | Constantinos Hadjittooulis | Cipro                | 1'57"18     |             |
| 21   | 3        | 8      | Franci Aleksi              | Albania              | 2'01"33     |             |
| 22   | 2        | 8      | Dion Kadriu                | Kosovo               | 2'04"43     |             |
| 23   | 1        | 1      | Dren Ukimeraj              | Kosovo               | 2'05"28     |             |
| DNS  | 1        | 8      | Audai Hassouna             | Libia                | Non partito | Non partito |

### Finale
| Pos. | Corsia | Atleta              | Nazionalità | Tempo   | Note |
| ---- | ------ | ------------------- | ----------- | ------- | ---- |
|      | 3      | Velimir Stjepanović | Serbia      | 1'47"13 |      |
|      | 4      | Filippo Megli       | Italia      | 1'48"02 |      |
|      | 6      | Marwan Elkamash     | Egitto      | 1'48"12 |      |
| 4    | 5      | Mohamed Agili       | Tunisia     | 1'48"73 |      |
| 5    | 7      | Stefano Di Cola     | Italia      | 1'49"53 |      |
| 6    | 1      | Jonathan Atsu       | Francia     | 1'50"26 |      |
| 7    | 8      | Erge Can Gezmiş     | Turchia     | 1'50"80 |      |
| 8    | 2      | Miguel Nascimento   | Portogallo  | 1'51"47 |      |